# 히시카와 하나
히시카와 하나(일본어: 菱川 花菜, 2003년 5월 19일 ~ )는 일본의 여성 성우이다. 라쿤독 소속. 도쿄도 출신.

## 출연작품

### TV 애니메이션
2020년
- 우국의 모리아티 - 소녀

2021년
- 아이카츠 플래닛!
- 안녕, 나의 크라머 - 쿠노기 2번
- 성녀의 마력은 만능입니다 - 시녀
- SSSS.DYNAZENON - 날씨 캐스터
- 요란 THE PRINCESS OF SNOW AND BLOOD
- 하얀 모래의 아쿠아토프 - 일반 관객

2022년
- 트로피컬 루즈! 프리큐어 - 나고미 유이
- 딜리셔스 파티♡프리큐어 -
- 실격문장의 최강 현자 - 여학생

### 극장판 애니메이션
2023년
- 극장판 프리큐어 올스타즈 F - 나고미 유이 / 큐어 프레셔스